# Karl Möckel
Karl Möckel, född 9 januari 1901 i Klingenthal, död 24 januari 1948 i Kraków, var en tysk SS-Oberführer. Han var mellan 1943 och 1945 chef för förvaltningsavdelningen i Auschwitz.

## Biografi
Möckel blev 1924 medlem i Sturmabteilung (SA) och året därpå i Nationalsocialistiska tyska arbetarepartiet (NSDAP). År 1926 flyttade han över från SA till Schutzstaffel (SS), i vilket han fick medlemsnummer 908. Från oktober 1933 var han verksam vid SS:s förvaltningsbyrå (SS-Verwaltungsamt). Han hade olika poster inom SS:s förvaltningssystem och blev Oswald Pohl ställföreträdare. År 1942 bildades SS-Wirtschafts- und Verwaltungshauptamt, SS:s ekonomi- och förvaltningsbyrå, och Möckel blev då en av den nya myndighetens avdelningschefer.
Från april 1943 till januari 1945 var Möckel chef för koncentrations- och förintelselägret Auschwitz förvaltning. Han var ansvarig för att de mördade internernas värdesaker, kläder, tandguld och hår samlades in och transporterades till Berlin.
Efter andra världskrigets slut greps Möckel och utlämnades senare till Polen, där han ställdes inför rätta inför Högsta nationella domstolen. Vid Auschwitzrättegången i Kraków dömdes han till döden för krigsförbrytelser och brott mot mänskligheten och avrättades genom hängning.